# Giordan Watson
Giordan Lee Watson (n. 24 octombrie 1985, Detroit, Michigan, SUA) este un baschetbalist român originar din SUA, care joacă pentru SCM Craiova
 și pentru echipa națională de baschet masculin a României.